# 若望保禄一世

教宗若望保祿一世的教宗牧徽

真福若望保禄一世（拉丁語：Beatus Ioannes Paulus PP. I；1912年10月17日—1978年9月28日），本名阿尔比诺·卢恰尼（義大利語：Albino Luciani），為天主教教宗及梵蒂冈城国国家元首。他于1978年8月26日上任，但是仅仅33天之后就去世。他是历任教宗中执政时间最短的人之一，而1978年一年之内梵蒂冈城便出现了三任教宗的权力更迭。
在意大利，若望保禄一世被教徒亲切地称作“微笑教宗”（Il Papa del sorriso）和“天主的微笑”（Il sorriso di Dio）。若望保禄一世是第一位出生于20世纪的教宗，也是至今最後一位擔任教宗的意大利人。

## 背景

### 早年生活

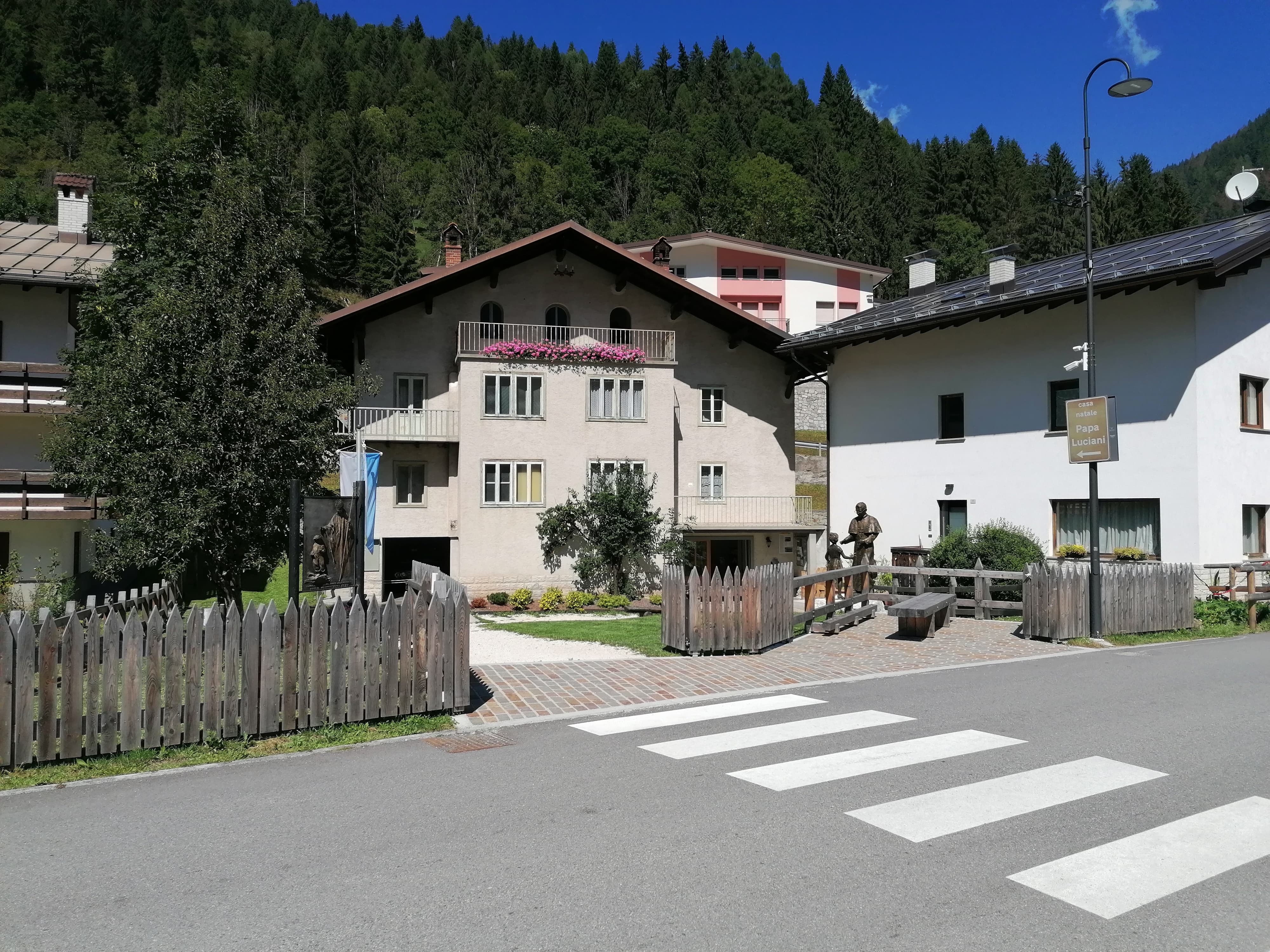
若望保禄一世的出生地佛诺德康埃尔市

阿尔比诺·卢恰尼枢机時期的牧徽

阿尔比诺·卢恰尼出生1912年10月17日出生在意大利北部威尼托区贝卢诺省的佛诺德康埃尔市。他的父亲乔瓦尼·卢恰尼是一个砖匠，母亲名字叫Bortola Tancon。阿尔比诺有两个弟弟，Federico (1915 - 1916) 和 Edoardo (1917—2008)，还有一个妹妹，Antonia。
1923年，卢恰尼开始在费尔特雷一个小修道院学习神学，在这里，老师发现他“相当的活跃”。不久，他前往贝卢诺省神学院进修。在此期间，他曾想加入耶稣会，但是被神学院院长，Giosuè Cattarossi主教拒绝了。1935年7月7日，卢恰尼成为了一名神父，随后，他在佛诺德康埃尔市成为一名助理主任司鐸。不久，他成为了贝卢诺省神学院副院长和神学教授，教授教义神学，宗教伦理学，教会法律以及神学艺术。
1941年，卢恰尼希望前往宗座額我略大學进修神学博士学位。这要求他必须在罗马完成至少一年的学习。然而，贝卢诺神学院的前辈们希望他在攻读博士学位的同时继续在神学院执教。1941年3月27日，教宗庇护十二世亲自颁布诏令，给予了卢恰尼可以不前往罗马学习的豁免。卢恰尼的学位论文（人类灵魂的起源）猛烈的攻击了安東尼奧·羅斯米尼的宗教理论，他凭借这篇论文以极优秀的成绩取得了神学博士学位。

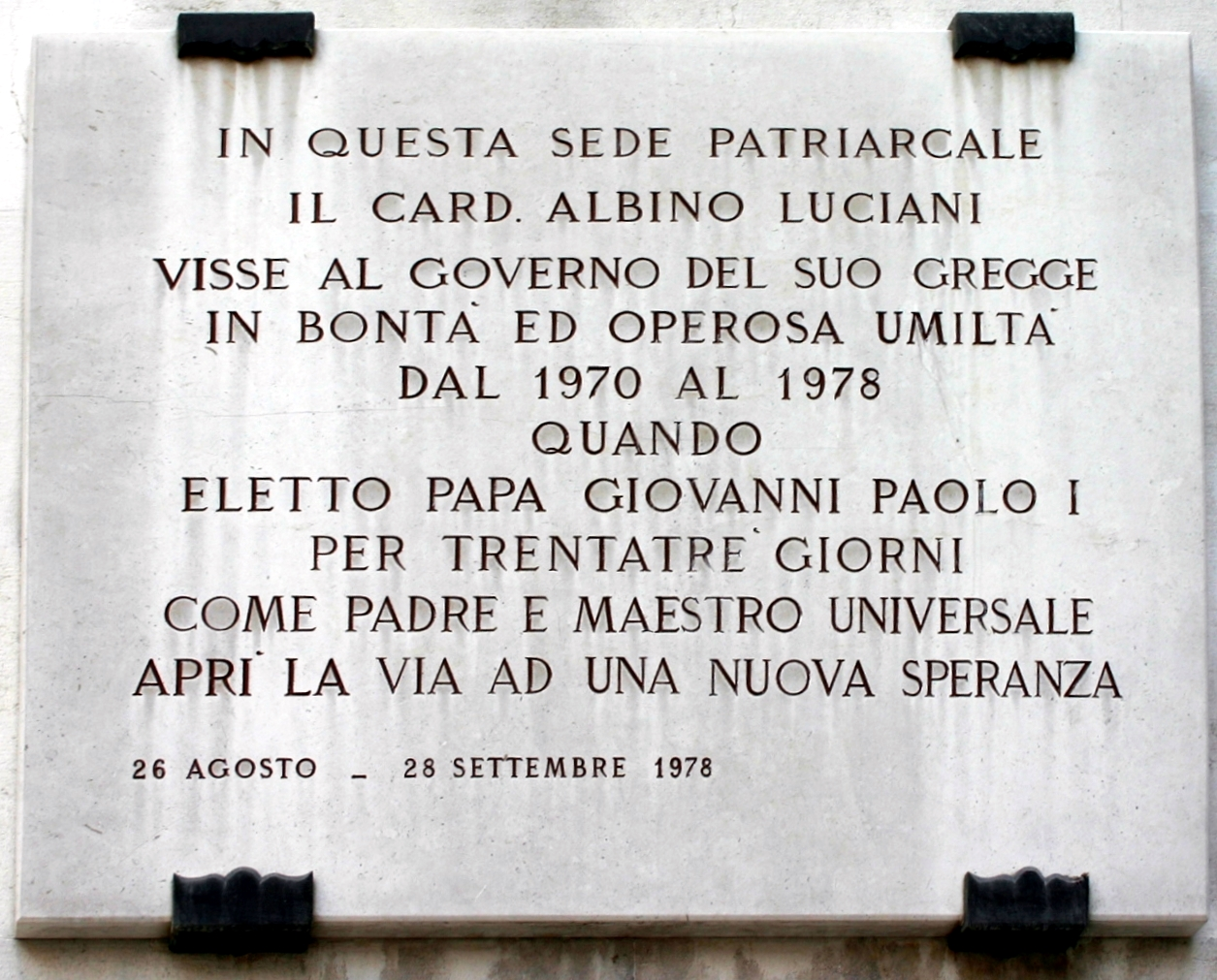
纪念曾任威尼斯宗主教的卢恰尼的石碑

1947年，被任命为Girolamo Bortignon主教的辅理主教。2年以后，他被任命为教区教理問答的负责人。
1958年12月15日，卢恰尼被教宗若望二十三世任命为維托廖韋內托教區主教。教宗在两位主教Bortignon和Gioacchino Muccin的协助下亲自为卢恰尼举行了祝圣礼。作为主教，卢恰尼全程参加了第二次梵蒂冈大公会议。
1969年12月15日，他被教宗保禄六世任命为威尼斯教区宗主教。他于1970年2月3日在他的主管教区就职。1973年3月5日，在枢机团会议上，教宗擢升他为枢机。
卢恰尼以谦逊打动了教会。最好的例子是，有一次教宗保禄六世将他的教宗披肩披在了卢恰尼的身上，而卢恰尼却表现的非常忐忑不安。他在他的第一次奉告祈祷中回忆了这件事情：
|  | 教宗保禄六世当着20,000人的面让我的脸红到了耳根，因为他把自己的披肩脱下，披在了我的肩上。我从来没有这么脸红过！ |

## 当选教宗

### 1978年8月的教宗选举秘密会议
在1978年8月教宗選舉秘密会议中，卢恰尼在第四轮投票中被选举为罗马天主教会第263任教宗。他选择了“若望保禄”作为教宗的名称。这是天主教历史上第一次使用双名作为教宗名称。在他的奉告祈祷中他解释道，这是为了向他的前任者，教宗若望二十三世以及保禄六世致以敬意。前者任命他为主教，而后者任命他为威尼斯宗主教區宗主教以及枢机。他也是迄今为止唯一一位教宗在位時名称中使用“一世”的教宗。在意大利，若望保禄一世被教徒亲切地称作“微笑教宗”（Il Papa del sorriso）和“上帝的微笑”（God's smile）。
有评论者指出，卢恰尼的当选和传闻中枢机团内部的派别纷争有关：
- 保守派和元老院支持朱塞佩·斯利枢机，因为他行为趋于保守，甚至有可能改变梵蒂冈第二次大公会议所作出的一些改革。
- 受到梵蒂冈第二次大公会议改革所带来好处的自由主义派以及一些意大利的枢机则支持喬瓦尼·貝內利枢机，但是他因为有“独裁主义”的趋势而受到反对。
- 还有少数派支持思齊·邊耶多利（英语：Sergio Pignedoli）枢机。他相当自信宣称自己就是教宗最可能的人选，甚至进行了节食减肥以能够穿上教宗的白色法衣。

除了意大利籍的主教外，枢机团日益增加的其他国籍的枢机的影响也越来越大，典型的例子就是嘉祿·若瑟·沃伊蒂瓦枢机（后来的若望保禄二世）。
在接下来几天的秘密会议中，枢机们在一致愉悦的气氛中宣告，他们已经选出了“伯多祿的继承人”。
阿根廷的愛德華·方濟各·畢諾尼枢机说：“我们见证了道义的奇迹。”随后，德蘭修女评论说，“他是天主最好的礼物，他让天主爱的光芒照耀在世界每一个黑暗的角落。”
俄罗斯正教会列宁格勒与诺夫哥罗德都主教尼科季姆在出席卢恰尼就职典礼的时候突然去世，新教宗为他在最后的时刻做了祷告。

### 教会政策

#### 教宗人性化
若望保禄一世上任后，很快做出了一系列的决定，使教宗“人性化”，包括公开的承认上文所述的保禄六世任命他为威尼斯宗主教区宗主教时候他脸红的事情。他也是第一位用「I」而不是庄严复数「royal we」来自称的现代教宗。然而，羅馬教廷关于他演讲的记录常常会由他的助理将「I」改回“royal we”，以适合公开发表或者刊登在《罗马观察报》上。他也是第一位拒绝教宗御座的教宗，但是最后在羅馬教廷的极力说服下，为了让他的信徒可以看见他，他还是使用了教宗御座。
他也是第一位拒绝接受加冕礼的教宗。他以一个简单的就职典礼宣告了他开始行使教宗的权力。他评论道：“我们应该意识到，天主不仅仅是我们的圣父，也是一位慈祥的圣母。”这加强了他在公众心中一位“牧者教宗”的形象。

#### 通諭
若望保禄一世打算准备一次通諭，以巩固梵蒂冈第二次大公会议（教宗曾说，“这是一项有长远影响的非凡的盛会，是教会的进步”）所制定的一些方针政策，以及加强教规对天主教神職人員和信徒的规范。在教规方面，他不仅是一个改革者，而且是一些规定的创始者，比如将每个教堂1%的收入转赠给第三世界那些贫穷国家的教堂。另外，阿根廷军政府总统豪尔赫·拉斐尔·魏地拉在梵蒂冈的访问引起了极大的争议，尤其是，教宗提醒他，在所谓的“肮脏战争”中，他的军队出现了违反人道主义的行为。

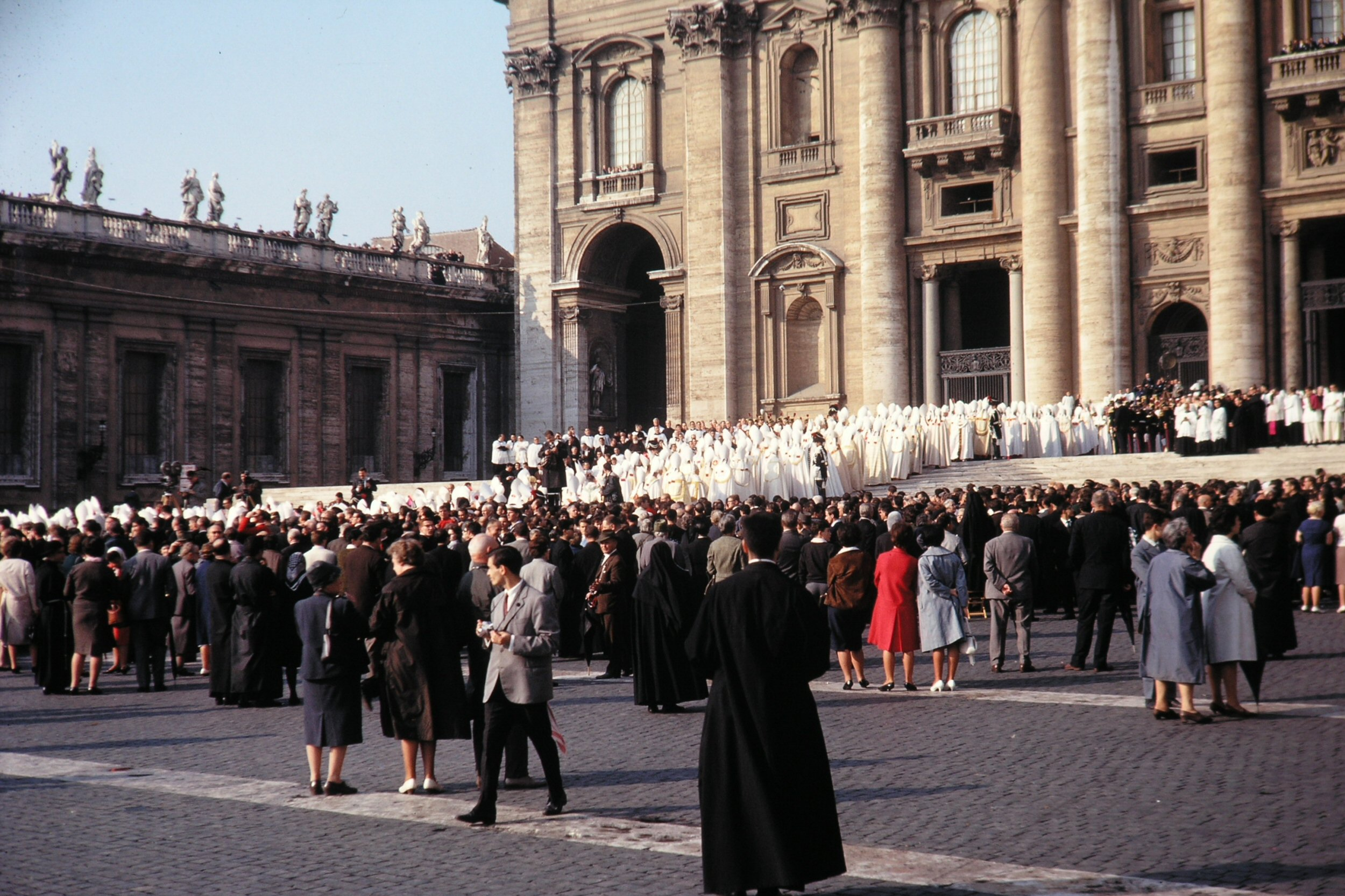
梵蒂冈第二次大公会议开幕式

#### 道德神学
一些学者将若望保禄一世的道德神学描述得非常“自由化”，甚至，如果他在位更久一些的话，可能会推翻聖座反对生育控制的政策。因此，这成为了“若望保禄一世被谋杀”理论的一个论据。

### 个人特点
若望保禄一世被认为是一个娴熟的交际家和作家，他留下了一些作品。他在任威尼斯宗主教区宗主教的时候写了一本书《Illustrissimi》，这本书里记载了他给一系列历史人物或者虚构的人物写的信。仍然现存的有他写给耶稣基督，大卫王，《塞维利亚的理发师》中的费加罗，匈牙利女王玛丽亚·特蕾西亚，皮诺曹等人的信，其他的已知收信人包括马克·吐温，查尔斯·狄更斯以及克里斯托弗·馬洛等人。
若望保禄一世给人留下最深刻的印象就是他的亲切。但是，有报道说，在梵蒂冈城中，他被认为是一个聪明但是不能胜任教宗职责的人，尽管英国作家大卫·耶洛普（在他的书“In God's Name"中）说这是梵蒂冈内反对若望保禄一世政策的人暗中对他污蔑的结果。John Cornwell说，“这些人压根看不起卢恰尼。”一位资深的传教士谈及卢恰尼时候说，“他们选了“彼得·塞勒斯”（喜剧演员，以演技出色著名）做教宗。”批评家们经常拿卢恰尼布道时提到皮诺曹来和庇护七世、保禄六世的一些著名的演讲做对比。去过梵蒂冈访问的人经常会提及卢恰尼的的寂寞以及他受到孤立的处境。他们还意识到，卢恰尼是几十年来唯一既没有外交职务（如庇护六世和若望二十三世），也没有元老院职务（如庇护七世和保禄六世）的教宗。
但是不可否认他个人魅力的巨大。他的个人魅力包括两个部分，一是他展现给世界的一种和蔼、优雅和善良的形象。这个形象在他当选教宗后第一次与圣彼得广场上的群众见面时就形成了。他和蔼的形象甚至让他在说话前就被别人认为“这是一个充满爱心的人”。二是他的言辞魅力，尤其是媒体，常常被他的言辞所倾倒。他是一个优秀的演说家，与此形成鲜明对比的是，保禄六世的演说就像是宣读博士论文。若望保禄一世为天主教带来了温暖，笑声，“快乐的因子”，以及大量媒体友善的报道。
若望保禄首度承认，教宗这个职位的前景吓坏了他（教宗是一个很辛苦的职位，每天工作时间超过12小时，因此，教宗很少长寿），而他承担起这个职责是由于其他枢机的鼓励。他经常对他的助理和身边的工作人员说，他认为自己不能胜任教宗的职位。尽管教宗保禄六世的使徒法典《Romano Pontifici Eligendo》明确规定若望保禄应该被加冕，可是他仍然拒绝接受传承数千年的加冕禮以及教宗的三重冕。取而代之的是，他选择了简单的教宗就职弥撒。若望保禄一世一直恪守他谦逊的座右铭，在他上任第一天进行的著名的奉告祈祷中，他的友善给全世界留下了深刻的印象。

## 逝世

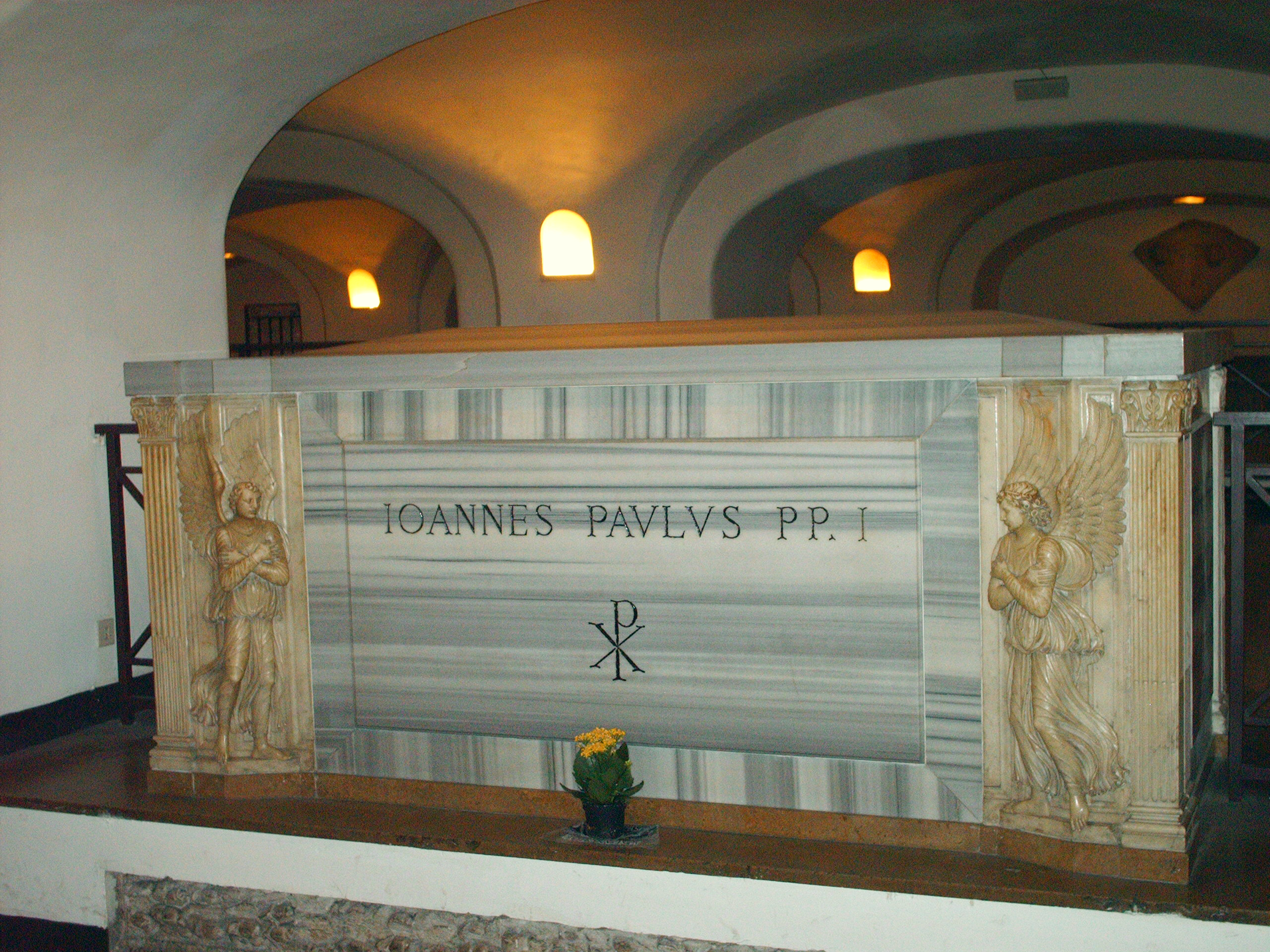
梵蒂冈墓穴中若望保禄一世的墓地

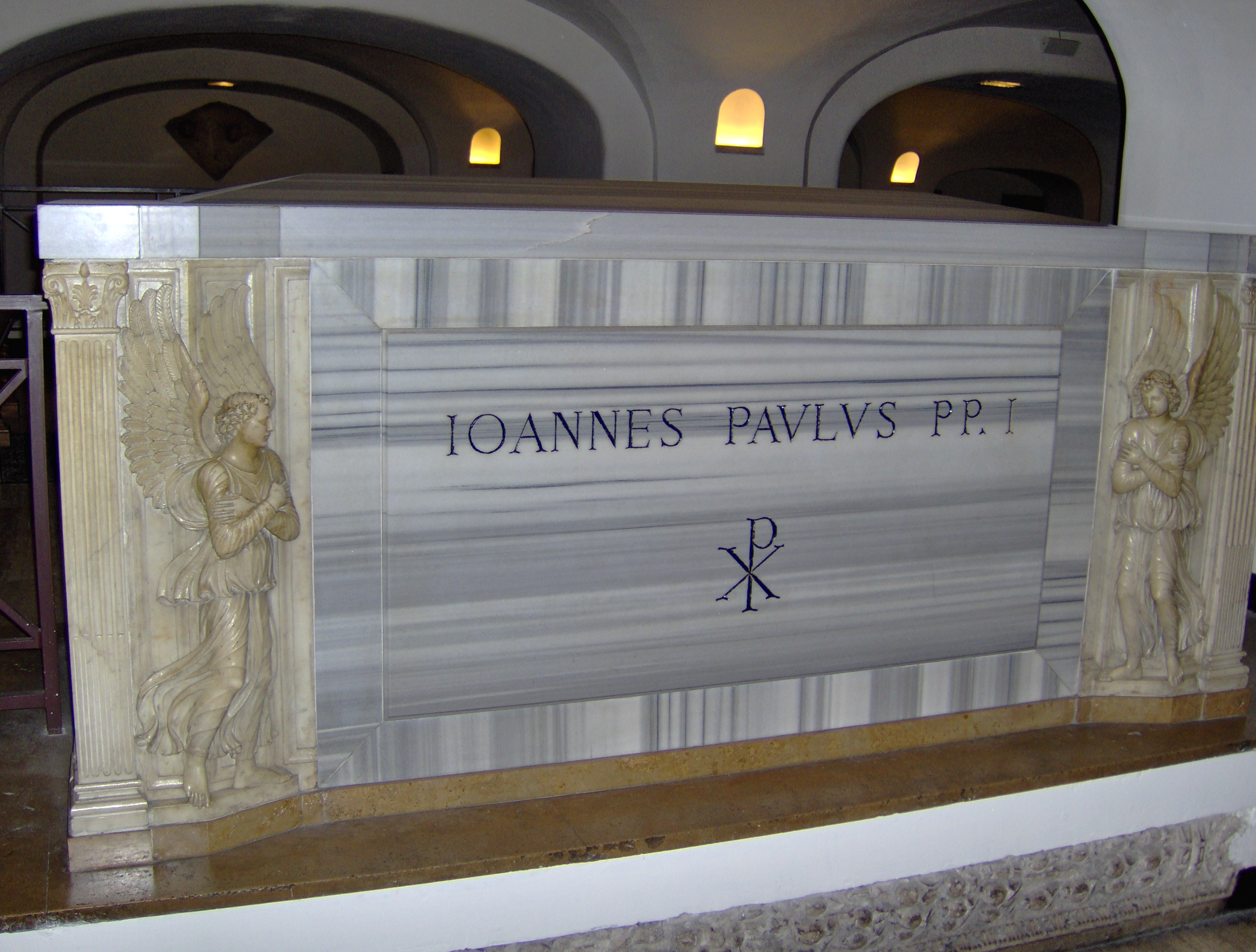
梵蒂冈墓穴中若望保禄一世的墓地

1978年9月29日，将要黎明的时候，有人发现坐在床上的若望保禄一世已经去世。此时，距他担任教宗仅仅33天的时间。梵蒂冈发布声明说他们66岁的教宗可能因前一天晚上心脏病突发而逝世。
然而，为了证实这个“不确定的诊断”所应该做的尸体解剖却没有进行。这个不确定的诊断，以及随后官方发表的前后矛盾的声明，让很多人认为教宗可能死于谋杀。人们的疑点在于，谁发现了教宗的尸体，什么时候发现教宗已经去世的，以及教宗去世时手上拿的文件的内容。
对教宗死因的猜测在教宗去世后就开始传播了。一种传闻声称，来访的尼科季姆都主教的去世是因为喝了原本为教宗准备的含有毒药的茶。实际上，尼科季姆都主教去世与教宗去世的时间相隔过久，而且，没有证据证明都主教是被毒害致死的。可是，这一次尸检仍然未能进行，因为都主教刚刚去世就被进行了防腐处理。
另一个没有事实依据的传闻指出，教宗正准备将一些梵蒂冈高级官员解职，因为他们有贪污行为。教宗遗体立即做了防腐处理被怀疑是为了防止尸体被解剖。梵蒂冈声称梵蒂冈法律禁止解剖教宗遗体，然而，有人从Agostino Chigi的日记中找到記錄，梵蒂冈於1830年曾对教宗庇护八世的遗体进行解剖。
关于教宗被谋害的怀疑和假说一直延续到了今天。疑点主要集中在如下几个方面：教宗生前拟定的梵蒂冈彻底的人事变动、黑手党活动频繁的意大利以及随后在对梵蒂冈银行及其附属公司所进行财务调查时发生的谋杀事件。

## 影响
除了拒绝教宗加冕礼之外，若望保禄一世在如此短的执政时间里没能给梵蒂冈和罗马教廷带来任何实质性的改变。教宗的去世也暴露了梵蒂冈高层人士管理上的许多问题，即使那些竭力批判不实传闻的高层人士也承认，梵蒂冈对于教宗逝世确实有许多“不当处理”。其余的教众认为，这位「微笑教宗」的逝世原因至今仍没能得到合理的解释。

### 封圣的过程
若望保禄一世去世后不久，全世界的天主教徒就要求启动对他的封圣程序。然而，这个程序一直到1990年，才在226名巴西籍主教（包括4名枢机）的集体请愿下开始。
2002年8月26日，Vincenzo Savio主教宣布开始为若望保禄一世的封圣做前期的文件以及证据的采集。2003年6月8日，聖座封圣部对这项工作表示赞同。11月23日，在宣圣部枢机若瑟·薩拉依瓦·瑪爾定的主持下，在贝卢诺大教堂宣布正式开始若望保禄一世的封圣进程。

#### 宣福
2016年，一位在阿根廷布宜諾斯艾利斯修女在向若望保禄一世轉禱後奇蹟康復。2021年10月13日，方濟各宣佈認可這是因向若望保禄一世轉禱而發生奇蹟，於2022年9月4日正式對若望保禄一世行宣福禮。

### 继承人若望保禄二世
嘉祿·若瑟·沃伊蒂瓦枢机在1978年10月16日被选为新一任教宗。第二天，枢机团在西斯汀小堂为他进行了欢庆弥撒。弥撒结束后，他进行了宗座遐福，并通过广播传播到了全世界。在宗座遐福里他宣誓忠诚于梵蒂冈第二次大公会议，并且对他的前任，若望保禄一世进行了赞扬：
|  | 我们能如何评价教宗若望保禄一世呢？对我们来说，他似乎就像是昨天才出现在我们的面前，披上教宗的长袍。但是，我们可以深深的感受到，仅仅在这么短的任职时间里，从他身体里迸发出的，从他最后一次演讲中体现出的，仁爱的温暖...不，是无尽的爱。当他为我们的信徒们讲什么是信念，希望和爱的时候，我们更能深刻的体会到他的荣光和伟大。 |

## 媒体反应
- 2006年，意大利广播电视公司制作了一部反映若望保禄一世生平的电视剧，名字叫做《教宗卢恰尼：上帝的微笑》。这部纪录片捧红了其中的领衔主演，意大利喜剧演员Neri Marcorè。
- 乐队“The Fall”的歌曲“Hey! Luciani”是有关于若望保禄一世的。
- 歌手帕蒂·史密斯的歌曲“Wave”是关于卢恰尼的，并且他的这张专辑是为献给卢恰尼而创作的。
- 1990年电影《教父3》中描述了若望保禄一世被刺杀的场景，但是角色的名字并不和真实当中的教宗一样。
- 葡萄牙作家路易斯·米格尔2008年的小说《最后一位教宗》极力证明若望保禄一世是被谋杀的。
- 美国作家Robert Littel在2002年创作的小说《The Company》中把若望保禄一世的死归咎于克格勃的刺杀。